# Rumont (Seine-et-Marne)
Rumont ist eine französische Gemeinde im Département Seine-et-Marne in der Region Île-de-France. Sie gehört zum Kanton Fontainebleau im Arrondissement Fontainebleau.

## Geographie
Rumont liegt im Regionalen Naturpark Gâtinais français.

### Nachbargemeinden
Rumont grenzt im Nordwesten an Buthiers, im Nordosten an Amponville, im Südosten und im Süden an Fromont und im Südwesten an Boulancourt. 

## Bevölkerungsentwicklung
| Jahr      | 1962 | 1968 | 1975 | 1982 | 1990 | 1999 | 2005 | 2014 |
| --------- | ---- | ---- | ---- | ---- | ---- | ---- | ---- | ---- |
| Einwohner | 124  | 95   | 103  | 105  | 110  | 124  | 126  | 124  |

## Sehenswürdigkeiten

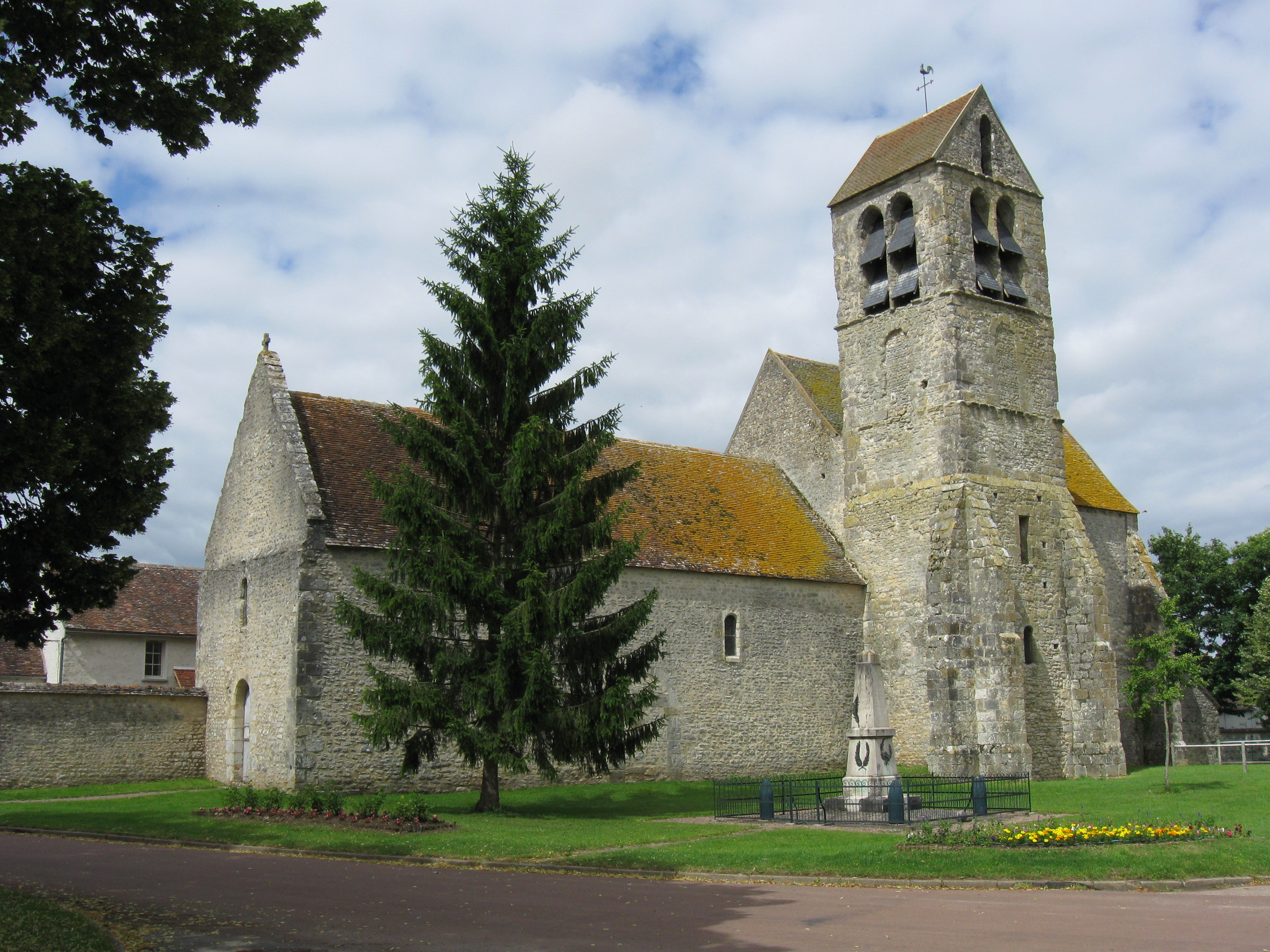
Kirche Saint-Denis
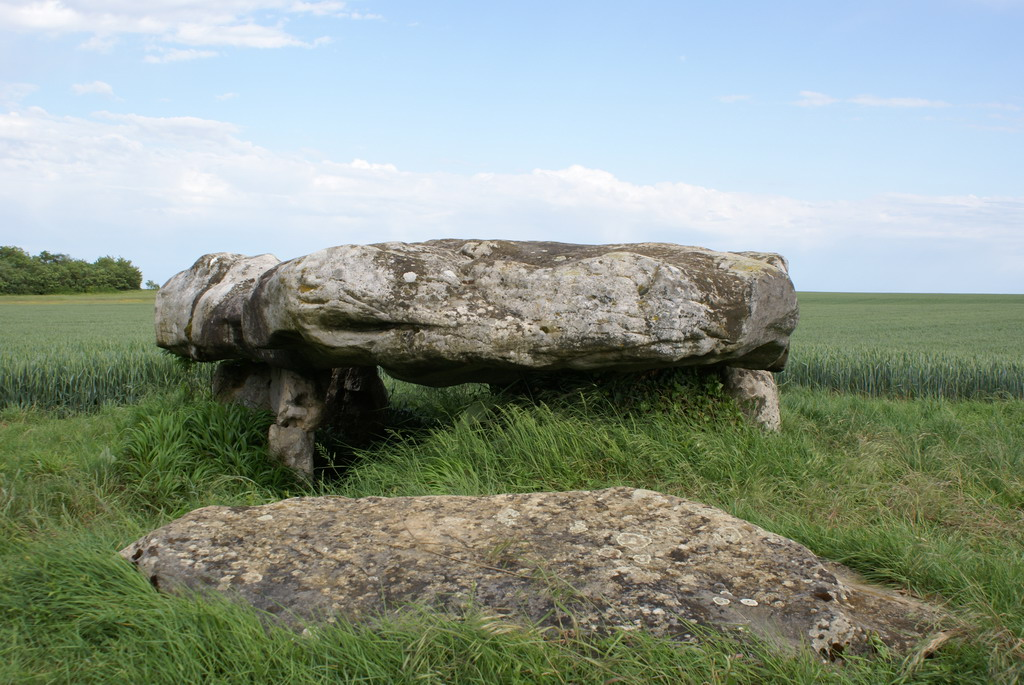
Dolmen Pierre de l’Armoire, Monument historique
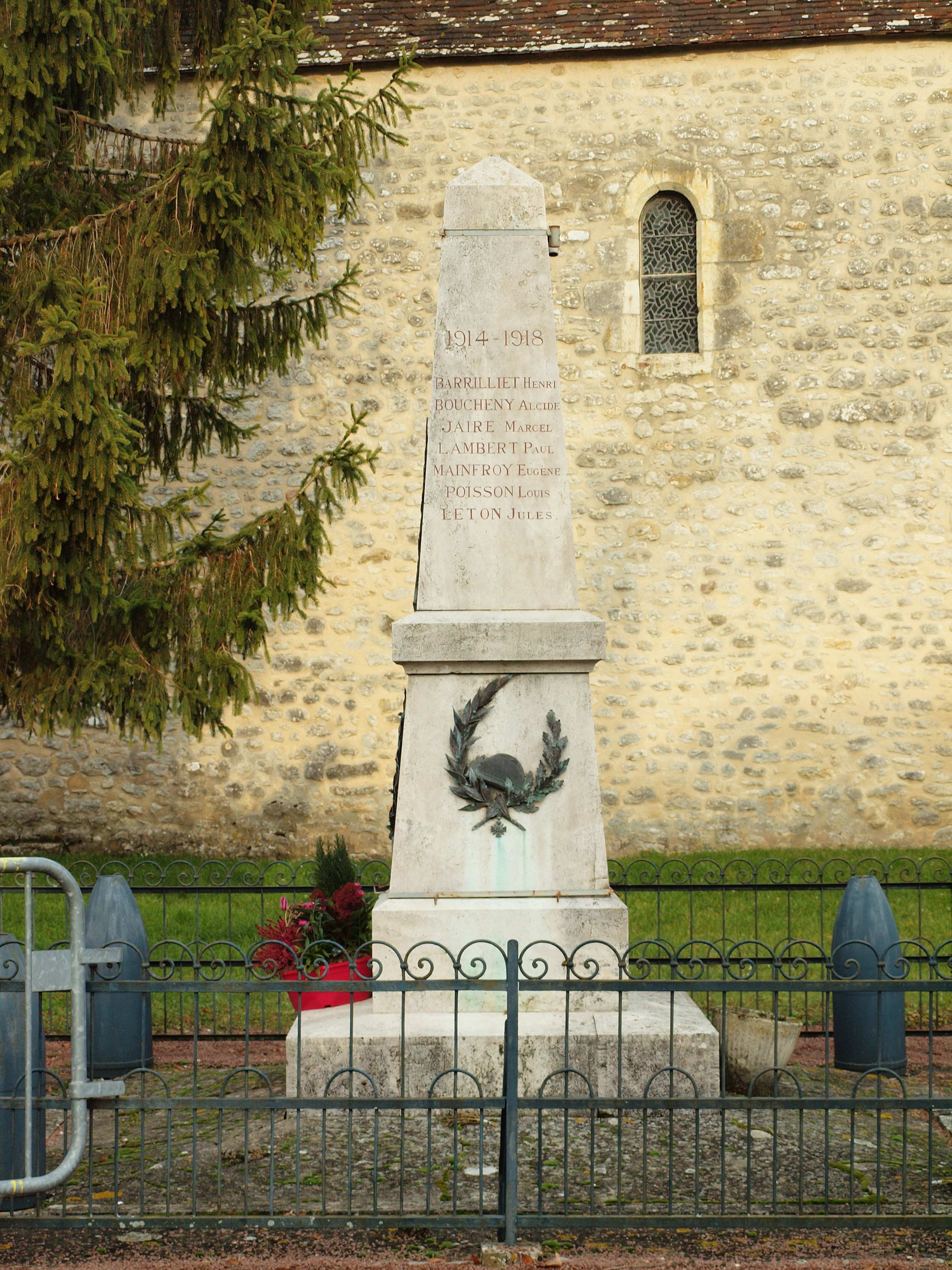
Kriegerdenkmal

- Kirche Saint-Denis
- Dolmen Pierre de l’Armoire
- Kriegerdenkmal